# Municipio de Union (condado de Jackson, Iowa)
El municipio de Union (en inglés: Union Township) es un municipio ubicado en el condado de Jackson en el estado estadounidense de Iowa. En el año 2010 tenía una población de 762 habitantes y una densidad poblacional de 16,87 personas por km².

## Geografía
El municipio de Union se encuentra ubicado en las coordenadas 42°4′42″N 90°11′22″O / 42.07833, -90.18944. Según la Oficina del Censo de los Estados Unidos, el municipio tiene una superficie total de 45.17 km², de la cual 33.84 km² corresponden a tierra firme y (25.08%) 11.33 km² es agua.

## Demografía
Según el censo de 2010, había 762 personas residiendo en el municipio de Union. La densidad de población era de 16,87 hab./km². De los 762 habitantes, el municipio de Union estaba compuesto por el 99.08% blancos, el 0.13% eran afroamericanos, el 0.13% eran amerindios, no había asiáticos ni isleños del Pacífico, el 0.26% eran de otras razas y el 0.39% pertenecían a dos o más razas. Del total de la población el 0.66% eran hispanos o latinos de cualquier raza.